# Tugsay Jamyang
Tugsay Jamyang (1892-1946) was een Tibetaans tulku. Hij was de twaalfde shamarpa, een van de invloedrijkste geestelijk leiders van de karma kagyütraditie in het Tibetaans boeddhisme en van de kagyütraditie in het algemeen.
Hij was een zoon van Khakyab Dorje, de vijftiende karmapa.